# Stade Toyota
Pour les articles homonymes, voir Toyota Stadium.
Le stade Toyota ou Toyota Stadium (豊田スタジアム, Toyota Sutajiamu) est un stade à toit rétractable situé à Toyota (préfecture d'Aichi) et qui peut accueillir 45 000 personnes.
Il possède le nom de la ville où il se trouve et du groupe Toyota, qui l'a financé.

## Histoire
Il a été construit en 2001, et est utilisé pour les matches du Nagoya Grampus Eight, équipe de J-League. Il est également utilisé par le Toyota Verblitz, formation de Top League (rugby). Il a accueilli six éditions de la Coupe du monde des clubs de football. En 2007, il reçoit 2 rencontres, dont une du club national, les Urawa Red Diamonds.

## Événements
- Championnat du monde des clubs de la FIFA 2005
- Coupe du monde des clubs de la FIFA 2006
- Coupe du monde des clubs de la FIFA 2007
- Coupe du monde des clubs de la FIFA 2008
- Coupe du monde des clubs de la FIFA 2011
- Coupe du monde des clubs de la FIFA 2012
- Coupe du monde de rugby à XV 2019